# Polysphincta limata
Polysphincta limata är en stekelart som beskrevs av Cresson 1870. Polysphincta limata ingår i släktet Polysphincta och familjen brokparasitsteklar. Inga underarter finns listade i Catalogue of Life.